# Infiziert
Infiziert (Alternativtitel: Infiziert – Sie sind längst unter uns) ist ein fürs Fernsehen produzierter kanadischer Horrorfilm aus dem Jahr 2008. Die Hauptrollen spielen Gil Bellows und Maxim Roy. Regie führte Adam Weissman. Der Film wurde in Deutschland am 18. Februar 2010 als DVD veröffentlicht.

## Handlung
In naher Zukunft droht die Boston-Pest sich an der ganzen nordamerikanischen Ostküste auszubreiten. Hilfe verspricht der Konzern Whitefield, der die Menschen mit sauberem Trinkwasser versorgt und bald auch Nahrungsmittel anbieten will. Ben arbeitet zusammen mit seiner Exfreundin Lisa bei der Boston Daily. Während Ben als drittklassiger Redakteur in der Wissensredaktion arbeitet, wartet Lisa auf die große Story. Das ruhige Redaktionsleben hat ein Ende, als eine Gruppe von Leuten zu beweisen versucht, dass bei Whitefield etwas faul ist. Lisa beobachtet im Rathaus, wie ihr Informant Taylor Lambert den Bürgermeister erschießt und ihm anschließend Blut abnimmt. Lambert flüchtet und versucht Lisa in der Redaktion zu treffen, trifft aber nur auf Ben. Durch Zweifel an der Loyalität Bens übergibt er das Blutröhrchen, welches allem Anschein nach kein menschliches Blut enthält, nicht an ihn, sondern flüchtet. Dabei wird Lambert auf offener Straße von einem Polizisten erschossen. Das Blutröhrchen rollt dabei über den Asphalt in die Richtung von Ben, der sich hinter einem Auto versteckt. Ben versteckt das Blutröhrchen in einem Briefkasten und stellt sich dann der Polizei, die ihn anschließend verhört.
Als Ben wieder auf freiem Fuß ist, ruft Lisa ihn unter dem Vorwand eines Treffens an. Allerdings hat sie vorher Ben beobachtet und sichert nun selbst das Blutröhrchen. Ben bemerkt den Vorwand und stellt Lisa zur Rede. Sie beschließen das Blutröhrchen zur Analyse zu Bens Freund Knutt zu bringen. Beim Warten in einem Café auf der anderen Straßenseite fallen Ben und Lisa zwei bewaffnete Männer auf, so dass sie Knutt warnen. Dieser kann jedoch nicht mehr fliehen und nur noch eine E-Mail tippen, bevor er verschleppt wird. Die Probe wird ebenfalls gestohlen.
Ben und Lisa gehen wieder zurück in die Redaktion, um die E-Mail lesen zu können. Sie enthält wichtige Informationen über die Zusammensetzung des Blutes. Es besteht aus Acetamidan, einer Aminosäure, die nur im Weltraum existiert. Über das Internet kommuniziert plötzlich jemand mit den beiden und warnt sie vor ihrer Chefin, Carla Plume, die sich plötzlich in einen Alien verwandelt und beide angreift. Jedoch kommt ihnen Malcolm zu Hilfe. Er ist einer der Aliens, hat aber andere Absichten als die anderen und möchte die Reproduktion um jeden Preis stoppen. Der Mensch soll dabei als Wirt genutzt werden. Dabei wird die Wasserversorgung als Transportweg zur Infektion genutzt. Malcolms Plan ist es, aus Bens DNS ein Virus herzustellen, das die Verbreitung der Pest stoppen soll.

## Kritiken
Das Lexikon des internationalen Films stellt fest, dass die Inszenierung ein „banaler und anspruchsloser Science-Fiction-Film“ sei.